# Eburodacrys vittata
Eburodacrys vittata är en skalbaggsart som först beskrevs av Blanchard 1843.  Eburodacrys vittata ingår i släktet Eburodacrys och familjen långhorningar.
Artens utbredningsområde är:
- Paraguay.
- Uruguay.

Inga underarter finns listade i Catalogue of Life.